# Quartett D’Amour – Liebe, wen du willst
Quartett D’Amour – Liebe, wen du willst (Originaltitel: Happy Few) ist ein französischer Erotikfilm aus dem Jahr 2010 von Antony Cordier, der gemeinsam mit Julie Peyr auch das Drehbuch verfasste.

## Handlung
Rachel arbeitet in einem Juweliergeschäft. Sie lernt in der Werkstatt Vincent kennen, den sie auf Anhieb sympathisch findet. Recht schnell wird sie von seiner Offenheit verführt und daher beschließt sie, ein Abendessen mit ihren jeweiligen Ehepartnern Franck und Teri zu organisieren. Beide Paare freunden sich während des Treffens an und folglich verlieben sie sich ineinander. Auch wenn es eher unabsichtlich passierte, werden die zwei Paare unzertrennlich.
Sie geben sich blind in ihrer Leidenschaft her, ohne Regeln und ohne Lügen. Sie bewahren das Geheimnis vor den Kindern und ihren eigenen Eltern und ihr bekanntes Alltagsleben geht wie gewohnt weiter. Bald schon kommt es allerdings zum Gefühlschaos und die Eifersucht wächst.

## Hintergrund
Gedreht wurde in den Städten Montreuil und Vimpelles im Département Seine-et-Marne sowie Paris.
Der Film feierte seine Premiere am 3. September 2010 auf den Internationalen Filmfestspielen von Venedig. Am 15. September 2010 erschien der Film in Frankreich. In Deutschland startete der Film am 27. Mai 2011 in den Videoverleih.

## Rezeption
„Die Beziehungsstudie um junge Erwachsene beginnt als sensibles Drama der Sehnsüchte, die auch zufriedene Paare an der Ausschließlichkeit des eigenen Lebensmodells zweifeln lassen, verliert sich dann aber in einer zerfaserten Dramaturgie, die die Entwicklung der Figuren ohne besondere Spannung skizziert.“

The Hollywood Reporter kritisiert, dass aufgrund der Erzählart es sehr schwer ist, die Figuren emotional zu erreichen. Auch findet das Blatt, dass die Paare nicht gut zueinander passen und ihre Dialoge austauschbar sind. Bouchez wird ihre Rolle als unnahbare Schönheit abgenommen, Zems schauspielerischen Leistung wird dank dem Humor der in seine Rolle fließt positiv hervorgehoben.
Auf Rotten Tomatoes hat der Film bei über 100 Publikumsbewertungen eine Wertung von 36 %. Von den zehn Kritikern erhielt er keine positive Wertung. In der Internet Movie Database kann der Film bei fast 1.800 Stimmenabgaben eine Wertung von 5,6 von insgesamt 10 Sternen vorweisen.